# Alex Harvey (musiker)
Alex Harvey, född 5 februari 1935 i Glasgow, död 4 februari 1982 i Zeebrugge, Belgien, var en skotsk rockmusiker.
Harvey spelade från 1954 i skifflegrupper och utgav sitt första album 1964. Åren 1972–78 hette hans band "The Sensational Alex Harvey Band".

## Diskografi

### Studioalbum
- Alex Harvey and His Soul Band (1964)
- The Blues (1964)
- Roman Wall Blues (1969)
- The Joker is Wild (1972)
- Framed (1972)
- Next (1973)
- The Impossible Dream (1974)
- Tomorrow Belongs to Me (1975)
- The Penthouse Tapes (1976)
- SAHB Stories (1976)
- Rock Drill (1978)
- The Mafia Stole My Guitar (1979)
- The Soldier On The Wall (1982)

### Livealbum
- Hair Rave Up (1969)
- Alex Harvey Talks About Everything (1974)
- Live (1975)
- Alex Harvey Presents: The Loch Ness Monster (1977)
- BBC Radio 1 Live in Concert (1995)
- Live on the Test (1995)
- British Tour '76 (2004)
- Live at the BBC (2009)

## Fotnoter
1. 1 2  Find a Grave, Find A Grave-ID: 7341137, läs online, läst: 9 oktober 2017.[källa från Wikidata]
2. ↑  Tjeckiska nationalbibliotekets databas, NKC-ID: xx0205168, läst: 17 december 2022.[källa från Wikidata]